# Смертельный союз
Смерте́льный сою́з (Обручённые со сме́ртью, Смерте́льные у́зы) — фильм режиссёра Льюиса Тига 1991 года. Фильм вышел как Direct-to-video.

## Сюжет
Действие фильма происходит в недалёком будущем. Фрэнк, специалист по электронике, его любовница Ноэл и его друг Сэм совершают дерзкое, тщательно продуманное ограбление Всемирного Торгового Центра, похитив бриллианты на сумму в 25 000 000 долларов. Из-за неосторожности Сэма срабатывает сигнализация, но после перестрелки с полицией грабителям удаётся скрыться. Компаньоны Фрэнка не хотят делиться добычей и при последующей встрече Ноэл стреляет в него. Однако они просчитались — бриллиантов в кейсе нет. Фрэнк попадает в экспериментальную тюрьму, где на каждого заключённого надевается электронный ошейник со взрывчаткой, подключенный на определённой частоте к ошейнику другого заключённого. В одной тюрьме содержатся мужчины и женщины, каждому дают прозвище, обозначающее цвет. Фрэнка называют Пурпур. Никто не знает своей пары, и стоит отойти друг от друга более, чем на 100 метров (в оригинале — ярдов), как взорвутся оба ошейника, что неминуемо приведёт к смерти обоих заключённых.
Директор тюрьмы знает о бриллиантах, но Фрэнк отказывается сообщить, где они спрятаны, несмотря на принуждения и помещение в водный карцер. Однажды заключённая Трэйси (Слоновая кость) сообщает Фрэнку, что её ошейник с такой же частотой. В этом он убеждается, когда они совершают по инициативе Трэйси побег на машине скорой помощи после драки около тюрьмы, спровоцированной одним из «любимчиков» директора. Фрэнк даже и не подозревает, что их побег спланирован директором тюрьмы, который находится в сговоре с бывшими сообщниками героя. Директор Холлидей планирует, что Фрэнк сам выведет его к спрятанным ценностям, так как он может следить за ошейниками через устройство слежения. В итоге пара сбежавших выводит их к тайнику, однако Фрэнку и Трейси удаётся избавиться от преследователей и освободиться.

## В ролях
- Рутгер Хауэр — Фрэнк Уоррен
- Мими Роджерс — Трэйси Риггс
- Стивен Тоболовски — Холлидей, директор тюрьмы
- Джоан Чен — Ноэль
- Джеймс Ремар — Сэм
- Гленн Пламмер — Тил
- Дэнни Трехо — заключённый